# (36674) 2000 QA222
2000 QA222 (asteroide 36674) é um asteroide da cintura principal. Possui uma excentricidade de 0.13964330 e uma inclinação de 7.80938º.
Este asteroide foi descoberto no dia 21 de agosto de 2000 por LONEOS em Anderson Mesa.